# Glenea thomensis
Glenea thomensis là một loài bọ cánh cứng trong họ Cerambycidae.